# Municipio de Enger
El municipio de Enger (en inglés: Enger Township) es un municipio ubicado en el condado de Steele en el estado estadounidense de Dakota del Norte. En el año 2010 tenía una población de 76 habitantes y una densidad poblacional de 0,82 personas por km².

## Geografía
El municipio de Enger se encuentra ubicado en las coordenadas 47°32′52″N 97°31′28″O / 47.54778, -97.52444. Según la Oficina del Censo de los Estados Unidos, el municipio tiene una superficie total de 92.72 km², de la cual 92,67 km² corresponden a tierra firme y (0,05 %) 0,05 km² es agua.

## Demografía
Según el censo de 2010, había 76 personas residiendo en el municipio de Enger. La densidad de población era de 0,82 hab./km². De los 76 habitantes, el municipio de Enger estaba compuesto por el 98,68 % blancos y el 1,32 % eran de una mezcla de razas. Del total de la población el 1,32 % eran hispanos o latinos de cualquier raza.